# Paso de Pache
Paso de Pache, ou Paso Pache, est une localité uruguayenne du département de Canelones, rattachée à la municipalité de Santa Lucía.

## Localisation
Paso de Pache se situe au nord-ouest du département de Canelones, à proximité du croisement de la route 81 et de l'ancien tracé de la route 5. Elle est distante de 15 km de la ville de Santa Lucía et de 12 km de la ville de Canelones, la capitale départementale.
La localité doit son nom à la zone qui l'entoure et à l'ancien passage de la route 5 sur la rivière Santa Lucía, située à 6 km au nord.

## Population
| 2004 | 2011 |
| ---- | ---- |
| 177  | 147  |

## Source
- (es) Cet article est partiellement ou en totalité issu de l’article de Wikipédia en espagnol intitulé « Paso de Pache » (voir la liste des auteurs).